# 紹納人
紹納人（英語：Shona people）主要是早期定居在辛巴威的班圖人。現為辛巴威的主體民族。

## 民族分佈、人口與語言

### 民族分布

辛巴威地理位置

紹納人主要分布在非洲東部及中部地區，為辛巴威的主體民族，佔總人口的84.5%，其餘少數分布在莫三比克、波札那、尚比亞、南非等。

紹納人分為六大支系：1. 卡蘭加人（Karanga），約佔津巴布韋全國人口22％，分佈在津巴布韋中南部；2. 澤祖魯人（Zezuru），佔18％，分佈在中部；3.馬尼卡人（Manyika），佔13％，分佈在東部；4. 科雷科雷人（Korekore），佔12％，分佈在北部；5. 恩達烏人（Ndau），佔3％，分佈在東南部；6. 羅茲維人，佔9％,分佈在中部與他族混雜相處。六大支系均有各自的方言，但都能互相聽懂。

### 人口
根據「民族語」，使用紹納語及其方言的人口共有12,563,100人（第一語言使用者：10,763,100，第二語言使用者：1,800,000）。

### 語言

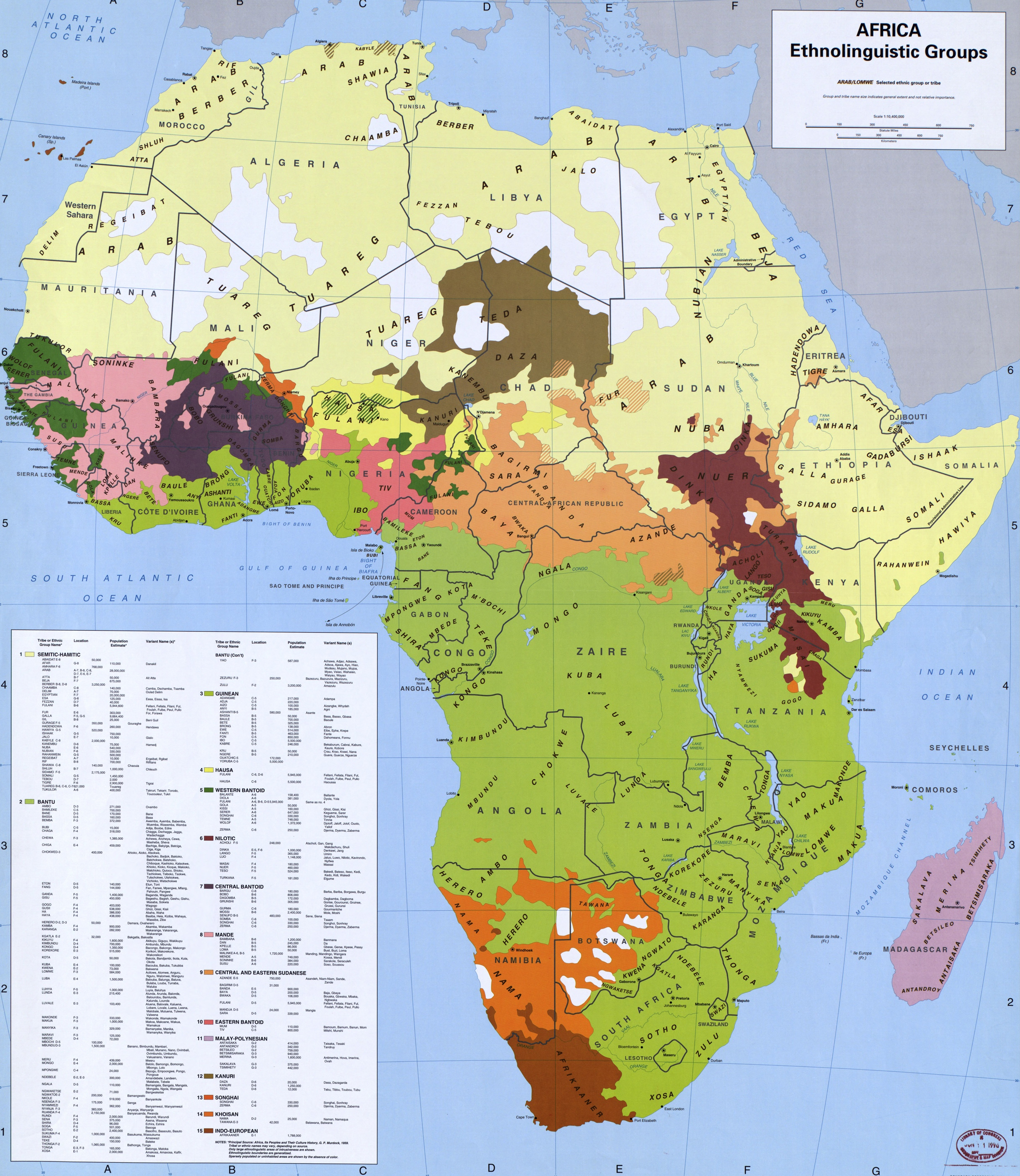
1996年非洲民族分佈圖

紹納人的傳統語言為紹納語，因為歷史上殖民關係，各個國家所採用的官方語言不一。

紹納語的語言系屬分類為：
- 尼日尔-刚果语系（Niger-Congo）
  - 大西洋-刚果语族（Atlantic-Congo）
    - 沃尔特-刚果语支（Volta-Congo）
      - 贝努埃-刚果语支（Benue-Congo）    
        - 類班圖語支（Bantoid）
          - 南類班圖語支（Southern Bantoid）
            - 班圖語支（Narrow Bantu）
              - 中部班圖語支（Central Narrow Bantu）
                - 地區S（Zone S（英语：Guthrie classification of Bantu languages#Zone S））
                  - 紹納語（Shona）
                    - 卡蘭加方言（Karanga）
                    - 澤祖魯方言（Zezuru）
                    - 科雷科雷方言（Korekore）
                    - Hwesa

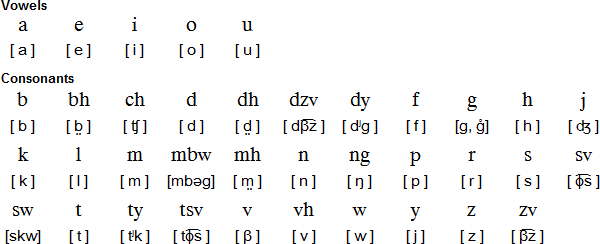
紹納語的字母和發音

紹納語有5個元音，31個輔音，2個雙元音，2個聲調（高聲調和低聲調），語序為SVO。

有書面文字，採用拉丁字母拼寫。

## 地理環境

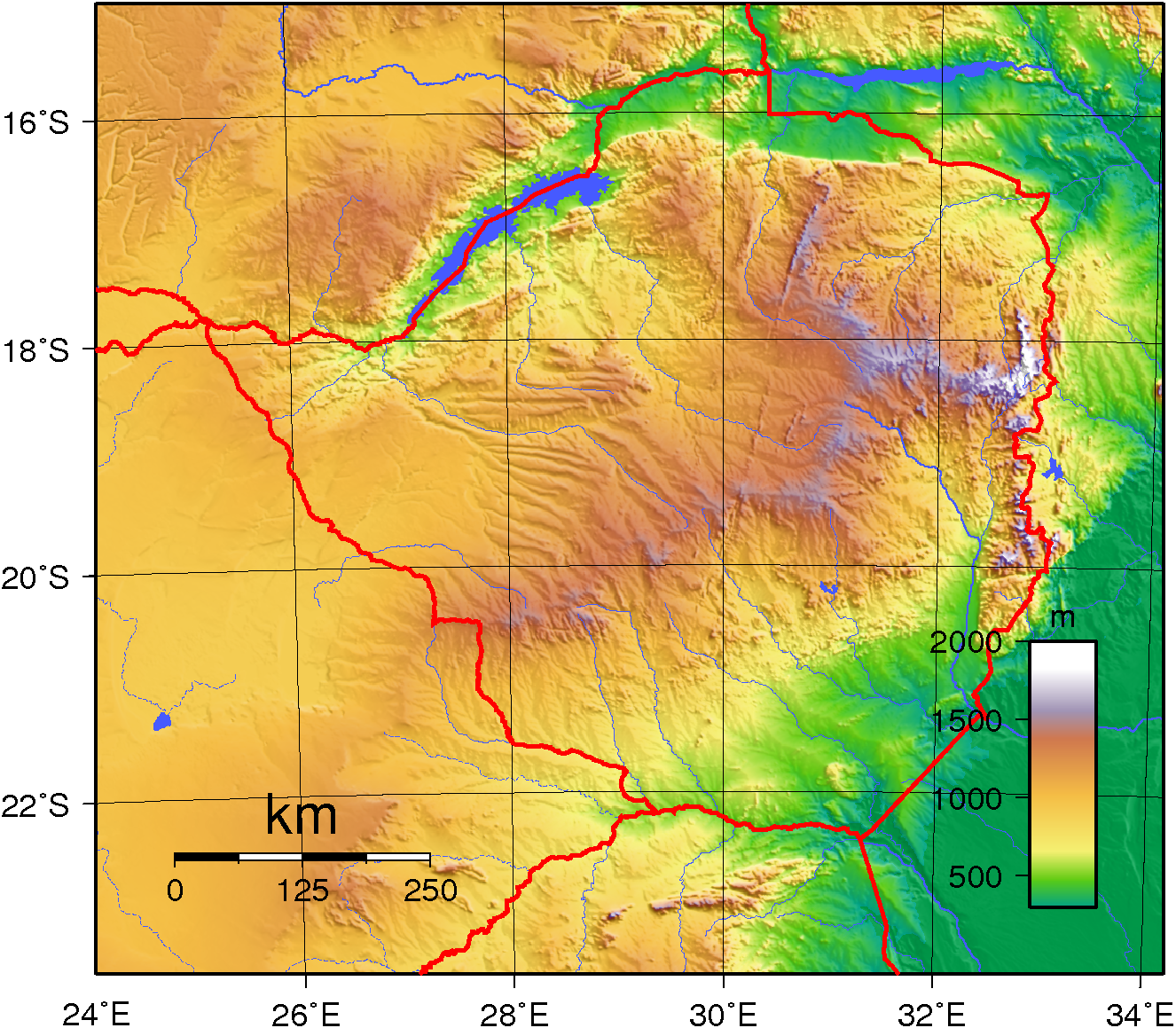
辛巴威地形圖

### 地形
紹納人主要分布在辛巴威，全境幾乎為高原，分高草原、中草原和低草原。北與西北以尚比西河為界，與尚比亞為鄰（邊界長700公里）；東與東北和莫桑比克接壤（邊界長1300公里）；西與博茨瓦納毗鄰（邊界長640公里）；南以林波波河與南非為界（邊界長250公里）。國土面積約39.1萬平方公里，全境內80%的地區海拔在600米以上，其中1/4高於1200米。

### 氣候
氣候屬於熱帶草原氣候，全年大致分為三季：4-8月為涼季，9-11月為熱季，11月-次年3月為雨季。年均氣溫22℃左右。 10月份溫度最高，氣溫最高約35℃；7月份溫度最低，約為13-20℃，最低略低於10℃。

### 自然資源
津巴布韋礦產資源豐富，主要有黃金、鉑族金屬、鎳、鉻、鑽石、石棉和花崗岩等近80種，已探明約40種，鑽石、鉑族金屬、鉻、黃金、鎳、銅、鐵礦和煤炭等8個礦種是津巴布韋的優勢資源，其著名的大岩牆地區（Great Dyke）蘊藏著豐富的礦產。

參見：辛巴威—地理

## 歷史沿革
約在13世紀，處於南遷過程中的班圖人的一支併入津巴布韋，分布在贊比西河和林波波河之間的高原地區，即紹納族支系卡蘭加人。接著，紹納族其他支系如羅茲維人和科雷科雷人等相繼進入，並從津巴布韋中部高原逐漸向四面擴展。
至15世紀前後，馬尼卡人和恩道人等紹納族支系也進入這一地區。
13～17世紀，卡蘭加人曾在津巴布韋建立著名的莫諾莫塔帕王國，其版圖在最強盛時曾達現今莫桑比克南部和博茨瓦納東北部。全國分為若干省，由國王的權臣統治，臣民用公牛交納貢賦。考古學家在津巴布韋發現200多處文化遺蹟，包括著名的大津巴布韋石城遺址，表現出中世紀紹納人的高度文明。紹納人當時以農牧為生，並已掌握煉鐵、煉金技術。
17世紀末，羅茲維人逐漸強大，滅莫諾莫塔帕王國，建立羅茲維王國，統治了大部分津巴布韋地區。
1889年英國殖民者侵入，改稱其地為「南羅得西亞」，大批肥沃土地被掠奪，紹納人被禁錮在貧瘠荒漠的保留地裡，直到20世紀中葉，其經濟文化發展仍十分遲緩。
從1896年開始，紹納人曾發動多次反英起義。20世紀60年代以來，津巴布韋紛紛成立各種政治組織，展開反對白人種族主義統治的武裝鬥爭。「津巴布韋非洲民族聯盟」就是以紹納人為主體組成的。至1980年，紹納人與國內各族人民一起贏得了津巴布韋的獨立。

## 社會、家庭與婚姻

### 社會
酋長（Chief）和頭人（Head）是農村村落的領導人。紹納族的酋長和頭人按兄終弟繼，然後再長房長子的繼承順序（辛巴威第二大民族恩德貝勒族社會的酋長和頭人按父死子繼的順序）。酋長和頭人管轄其領地和人民，擁有一定的神權和世俗權力，在農村地區影響較大。

### 家庭與婚姻
津巴布韋法律允許「一夫多妻」制。農村地區是以血緣關係為基礎組成的農村村社的傳統社會，傳代、繼位和遺產繼承除北部少數部落按母系外（如塔瓦拉人），均以父系為主。隨著津巴布韋與外界交往日多，城鎮中的津巴布韋人開始崇尚「新風尚」，一夫一妻的家庭越來越多，農村傳統風俗習慣也在逐漸改變。但在農村地區，婚姻關係和財產繼承仍帶有較明顯的原始社會的遺風。

## 產業與生活

### 產業
在十九世紀後期殖民主義入侵以前，紹納人仍處於原始的父系村社社會，屬自給自足的農業經濟，種植小米、蔬菜和水果，也從事捕魚和養牛。他們與恩德貝勒人不同，所養之牛只在宗教節日和祭典時供宰殺作祭品，然後分給村民食用。此外，也從事手工編織、製陶，以及冶煉等。生產單位是家庭，土地屬村社共有，村民有使用權。因地廣人稀，每個成年男子都可分配到一塊足以維持生計的土地。部落酋長之下有頭人（村長）。酋長雖擁有較多的土地和產品，但因生產力低，儲存手段有限，酋長往往通過節日筵席及宗教儀式等將物資再分配給村民；並且在緊急需求下，還要保證提供村民食物。因此貧富之間差別不大。

自1839年恩德貝勒人佔領了馬塔別列蘭地區後，被征服的這些紹納部落必須把他們大部分的剩餘產品交納給恩德貝勒人。納貢的形式和比率視各部落與恩德貝勒人之間從屬關係的程度而定。凡被征服而隸屬於恩德貝勒人的紹納人必須定期交納供品。非從屬而居住在鄰近的紹納人，雖無納貢的儀式，但因他們的居住區位於恩德貝勒人搶奪活動所及的範圍內，所以常遭其搶劫。由於歷史的原因，形成了兩個部族間的長期隔閡。

### 生活

#### 飲食習慣

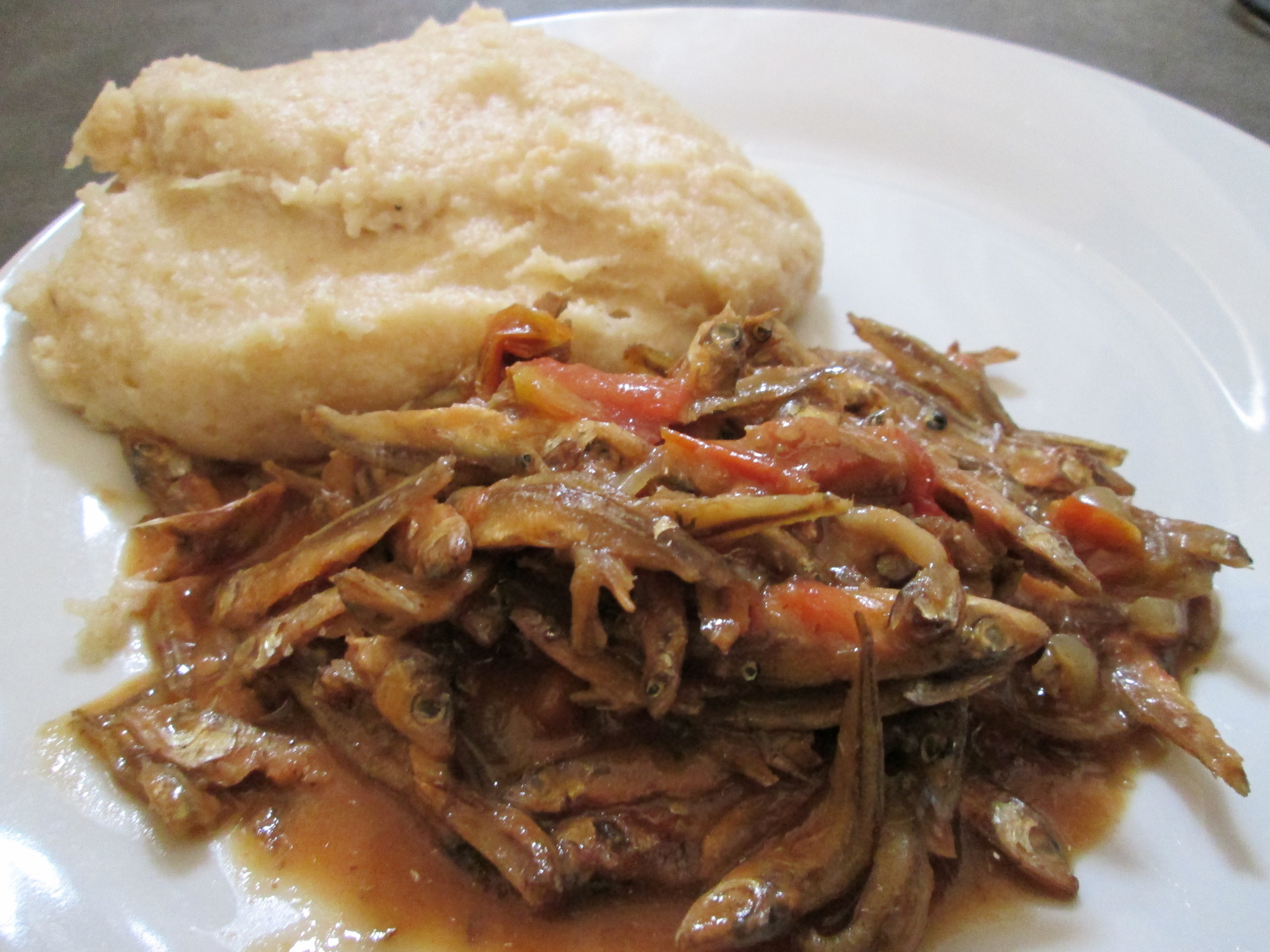
薩雜配小魚乾

津巴布韋人的主食稱作「薩雜（Sadza）」，即用白玉米麵熬成的糨粥，佐以牛肉、雞肉、豬肉和蔬菜。過去，黃玉米常作為飼料，現在食用的人逐漸增多。

部族或個人禁食其崇拜的圖騰類食物。

紹納族有句諺語：「一根柴火煮不熟薩雜。」意思是即使很小的事情，也離不開團結協作的力量。

## 信仰與習俗

### 信仰
紹納人有其傳統信仰，但也有部分人改信基督教，或傳統信仰和基督教的混合宗教。

#### 傳統宗教

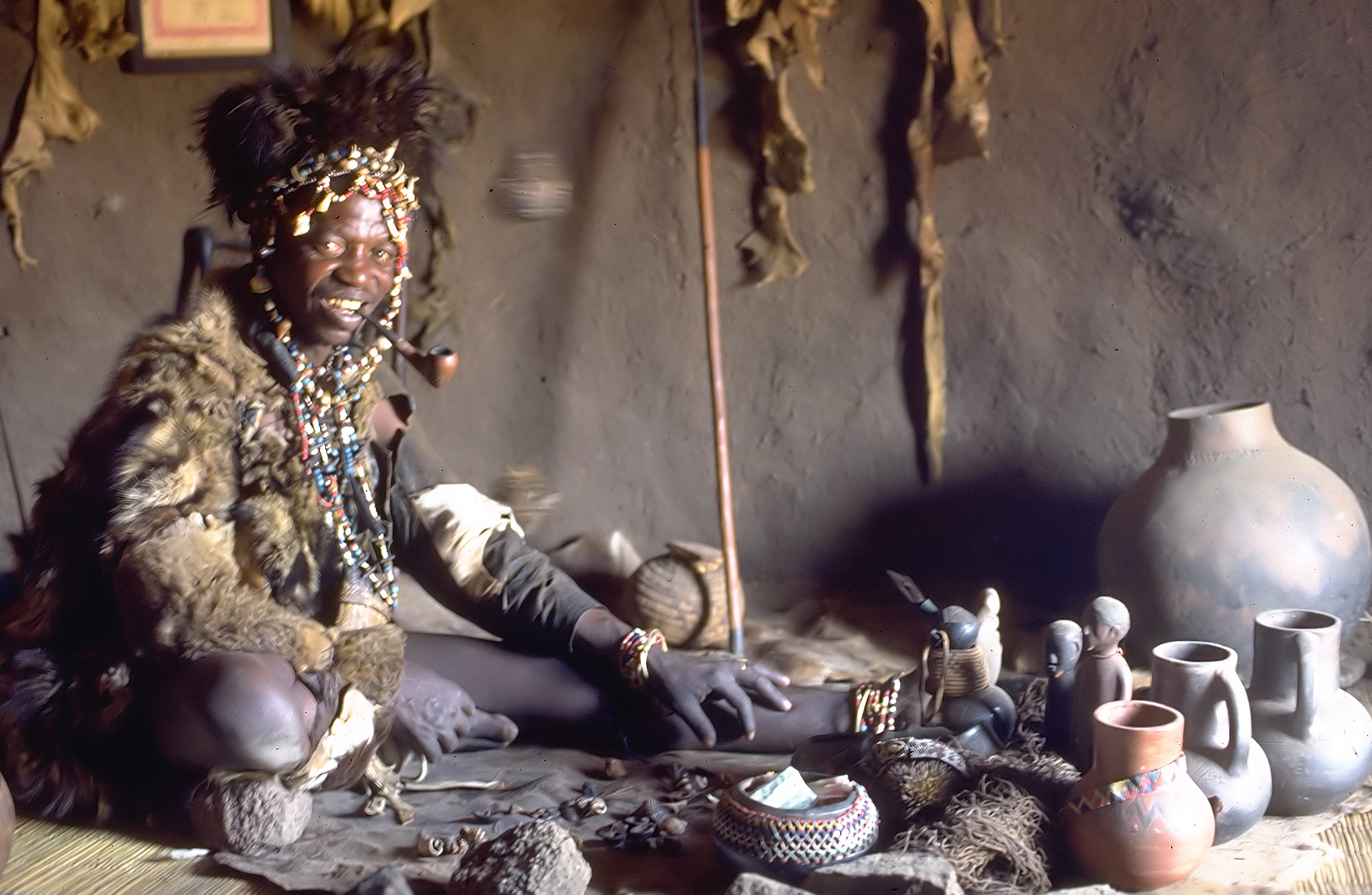
紹納巫醫

紹納人信奉的傳統宗教以馬托博山的姆瓦里神（Mwari）崇拜為主。19世紀末這一宗教已有些衰敗，隨著英國殖民者的到來，以及連年出現的旱災和蝗災等自然災害，原始宗教崇拜又恢復了活力。人們祈求姆瓦里神為他們驅除殖民者，解除災難。目前這些傳統宗教特別是在廣大農村地區依然信奉者眾多。

#### 基督教
基督教是目前津巴布韋的主要宗教，有近 60%的人口信奉基督教。20世紀30年代，基督教在津巴布韋迅速傳播，影響並吸引了當地黑人、白人等各社會階層民眾，勢力逐漸擴大。津巴布韋的基督教傳統上主要分為兩大派別，一是羅馬天主教派，另一個是盎格魯派（英國派）。此外還有衛理公會教派等其他一些小的教派，以及非洲人獨立的教派（20 世紀60年代後這些非洲教派稱之為基督教新教）。20世紀50年代後，天主教派佔據了主導地位，在津巴布韋分佈廣泛。如同基督教的傳播在非洲多數國家的情形一樣，其基本教義往往與當地傳統信仰相結合，使受眾廣泛。經過幾十年的發展，津巴布韋基督教會在城鄉地區特別是農村地區非常活躍，特別是一些教會學校的影響日益擴大，津巴布韋獨立後第一屆政府內閣中的大部分成員都是畢業於當時的教會學校。獨立之初的20世紀80年代，基督教傳教隊及各種各樣的教堂已遍布城鄉。

### 習俗
紹納族為辛巴威的主體民族，以下就全國情形敘述，如有不同另行說明。

#### 社交禮儀
津巴布韋人比較注重禮節，待人彬彬有禮，熱情友好，對老人、婦女尊重謙讓。社交場合，津巴布韋人多采用握手的方式問候致意；見到非常熟悉的朋友，也會熱情擁抱，相互左右各禮節性親吻一下對方的面頰。婦女見到長者或尊貴客人時一般下蹲請安。津巴布韋人自尊心很強，對於歧視黑人、不尊重其文化的人，會當即予以羞辱，不留情面。

紹納人見面時，其握手禮與世界各國流行的方式略有不同，男女亦有區別。握手時，一般伸出右手，但有的男子只把右手拇指一側的手掌伸給對方，同時微屈右膝，以表示特別親熱；婦女則只微屈右膝。男子鼓掌表示歡迎時，兩掌豎立相對而拍；婦女兩掌一上一下平放著拍，並用靈巧的舌頭發出「唷唷……」的聲音。

#### 禮物習俗
津巴布韋人有見面送禮的習慣，禮物種類繁多，有當地土特產、牛、羊以及石雕、銅版畫等。客人在接到禮物後，應表示感謝，然後交換禮物。切忌拒絕對方的禮物，在津巴布韋人看來，拒絕禮物是對對方極大的不尊重。由於農業傳統影響深厚，津巴布韋人民非常看重牛、羊等家畜在其生活中的作用，把它們視為婚喪、生日和饋贈外賓的至高禮物。

津巴布韋人喜好文化、藝術、歌舞等，石雕更是聞名於世。凡遇到喜慶節日，婦女均會穿上民族盛裝，載歌載舞，氣氛非常活躍。

### 節假日
受基督教影響，許多基督教節日已經成為津巴布韋的法定假日。

津巴布韋的法定假日有：

新年（New Year’s Day），1月1日；

獨立日（Independence Day），4月18日；

耶穌受難日（Good Friday），4月18日

復活節（Easter Saturday、Sunday & Monday），4月19-21日；

勞動節（Workers' Day），5月1日；

非洲日（Africa Day），5月25日；

公共假日（Public Holiday），5月26日

英雄日（Heroes’ Day），8月11日；

建軍節（Defense Forces’ Day），8月12日；

團結日（Unity Day），12月22日；

聖誕節（Christmas Day），12月25日；

節禮日（Public Day），12月26日。

## 藝術與文學

### 藝術

#### 拇指琴

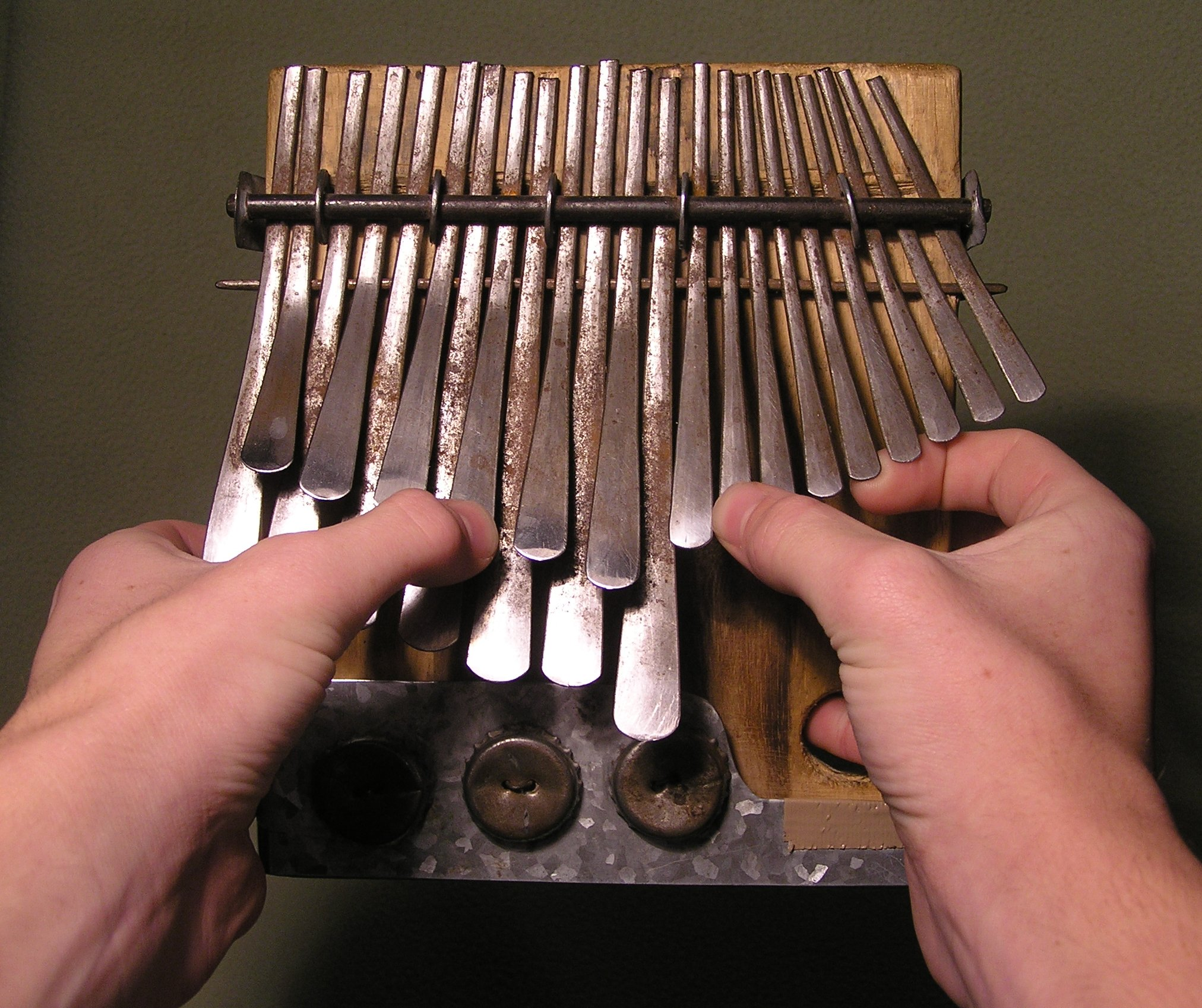
拇指琴

七世紀以來非洲辛巴威紹納族的拇指琴（mbira）是與祖靈溝通的器具
，是由木箱、木條或金屬條組成，同時使用拇指撥奏。

#### 石雕

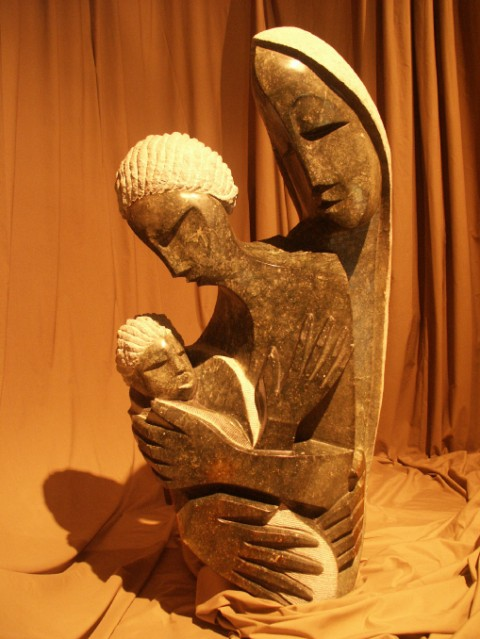
紹納石雕

辛巴威當地開采的石頭有：蛇紋石、春石（一種黑色居多，也有白色的石頭，非洲有用它做飾品的）、滑石、fagamaso石、fagamazi石以及裝飾用的奇韋謝石頭，這些石頭基本上都是在Tengenenge地區的大戴克地區的山間開採的。

一些藝術家，特別是紹納的藝術家認為，在石頭中有某種存在，一種必須予以尊重和維護的實實在在的真理，以及一種引導他們創作的精神力量。石頭在被雕刻之前，它已經具有高度的雕塑品屬性。有些石頭在被雕刻之前看起來似乎已經是雕塑品了，這就不需要再費心創作。

紹納藝術家的雕塑在風格方面有所不同，事實證明，紹納人的信仰不是集體的或正傳的，而是單個人與神靈王國的關係。藝術家之間風格的分歧反映了這樣一個事實，即紹納人的信仰是因個人的解釋不同而異的。雖然紹納雕刻家可能有部分共同宗教習俗觀念，但處理主題時還是高度特殊化的。紹納雕塑的一個共同的特點是對石頭的尊重，雕刻時往往會保留石頭的原有形狀，而雕塑主題則被視作是這種形狀所與生俱來的。大塊石料很少會因空隙而切割，雕塑的形式是整體式的（整塊石料的）。在紹納雕塑中，岩石的天然表面經常是不作雕飾的，用以突出材料自然屬性的重要。

紹納雕塑往往描繪的是真實世界中存在的生物，紹納人相信這些生物具有神的力量，巴塔勒鷹（bataleueagler）是神靈的信使，而丹達臘鳥（dendera-bird）預示著驟雨的降臨。如果這些意像在眾多藝術家的作品中得以重現，這表明了該意像在紹納信仰中的重要性。紹納雕塑家很少對個體的人進行描述，這體現在傳統上，紹納社會中個人成就就是不具重要性的。

紹納的雕塑是概念性的，而非感性的。藝術家沒有按真正看到的樣子去描繪雕塑的主題，而是以他們想像中的樣子去描繪。這就很少能夠與非洲的動物形象相接近，藝術家們對它們的印象往往是遠距離和動態的。在紹納雕塑中，走獸或鳥類的特性通常被扭曲用以傳達主題的感情或情緒，例如，激動或興奮。紹納雕塑是在藝術家想像力基礎上形成的，可能是他個人與神靈意義的主題，與他獨特的風格，同時與石頭的形狀，重量和硬度以及與他使用的工具之間的聯繫。通常在雕刻過程中找到解決之法並在開工之前，或創作收尾階段下決定。首先是主題初步成形，然後加入細節，最終將表面高度拋光之後，雕塑完成。津巴布韋石雕塑的風格是由其文化所決定的。藝術家們顯著可辨的風格往往在他們的職業生涯早期便得以成形。一種顯著的風格並不意味著是藝術家對主題的重複，而是一種以特定方式表達主題和控製材料的信心。使藝術家區別於他們根源社會的對主題及對材料的接近和處理的方式。

### 文學

#### 讚美詩歌
紹納讚美詩歌（Shona praise poetry）在紹納語被稱為nhetembo dzemadzinza，意思是氏族讚美詩歌。在紹納傳統背景，它是為了表示感謝，對親戚甚至非親屬的任何值得稱道的行動表達敬意和感激。慷慨和對他人的關心是紹納人的生活哲學的核心。

大方的事蹟總是需要真誠的讚賞和感謝。這樣的信念表現在一紹納諺語：「Kusatenda uroyi」，即忘恩負義無異於從事巫術。氏族讚美詩歌裡，作為圖騰的動物、物體或器官的特性，和特定的家族成員以及來自氏族祖先的屬性相關聯，因此而獲得了讚譽。正是由於這個原因，圖騰崇拜是紹納讚美詩歌的文化基礎，而不是像恩古尼（Nguni）皇家讚美（izibongo）中的單獨屬性。而在一些恩古尼文化，讚美詩歌是更正式的，並且常在公眾集會吟誦給酋長和國王，在紹納文化的朗誦是非正式的。不同年齡和性別的家族的每個成員都在做完一些良好的行為後受到家族詩意般的讚美好評。然而，酋長的讚美是由親近親屬和朋友，尤其是酋長的侄子（dunzvi）或家族認可的最佳朋友（sahwira）來完成。

目前紹納讚美詩歌主要有三種，即氏族讚美（madetembedzo edzinza / rudzi），個人讚美（madetembedzo okurumbidza munhu），和自誇（madetembedzo karumbidza）。不過，也有更多的子類型，其中包括madetembedzo evasikana verudzi（讚美氏族未婚女子），madanha nemarevereve（讚美做愛），madetembedzo okutenda vana（讚美孩子們良好的行為），madetembedzo emamiriro erudzi（自誇氏族的名字，以警告誹謗者或敵人如果挑釁他們會有甚麼後果），nhetembo dzehondo（氏族戰歌），nhetembo dzemhuka yemutupo（圖騰動物的讚美），nhetembo dzokunyaradza mwana（為平息一個哭泣的孩子）和nhetembo dzevari pasi（讚美祖靈）。不過，氏族讚美是紹納讚美詩歌的主要流派。

## 現況
紹納人現為辛巴威的主體民族，掌握辛巴威政經。

### 媒體

#### 電台
辛巴威有使用紹納語廣播的電台。

辛巴威廣播分為4個台。 1台為英語節目，報導地區、全國和國際時事新聞。 2台使用紹納語和恩德貝萊語，播放農業、衛生及教育等節目。 3台為音樂台。 4台播放教育及音樂節目。

### 著名人士
- 羅伯·加布里埃爾·穆加比（Robert Gabriel Mugabe，1924年2月21日－），辛巴威政治人物，獨裁者和終身領導人。前任辛巴威總統。
- 摩根·理察·茨萬吉拉伊（Morgan Richard Tsvangirai，1952年3月10日－），辛巴威政治家，現任辛巴威總理，爭取民主變革運動的主要領袖。
- 齐里克热·齐里克热（英语：Chirikure Chirikure），詩人。有用紹納語創作的作品。[17]
- 伊格內修斯·馬巴薩（英语：Ignatius Mabasa），作家。有用紹納語創作的作品。[18]
- Ticha Muzavazi，詩人。有用紹納語創作的作品。[19]
- G.O.D. Obori，詩人。有用紹納語創作的作品。[20]
- Rabison Shumba，詩人。有用紹納語創作的作品。[21]

1. ↑   李毅夫等編著. . 北京: 世界知識出版社. 1986年4月: p.223 （中文（简体））.
2. ↑  .   [2016年5月6日]. （原始内容存档于2008年8月25日）.
3. 1 2  .   [2016年5月6日].[]
4. 1 2 3  .   [2016年5月6日]. （原始内容存档于2013年3月7日）.
5. 1 2 3 4 5 6 7 8 9  .   [2016年5月6日]. （原始内容存档于2020年2月8日）.
6. ↑  .   [2016年5月6日].
7. ↑  .   [2016年5月6日].[]
8. ↑  .   [2016年5月6日].[]
9. 1 2  .   [2016年5月6日].[]
10. ↑  .   [2016年5月6日].[]
11. ↑  .   [2016年5月6日].
12. ↑  .   [2016年5月6日].
13. ↑  .   [2016年5月6日].[]
14. ↑  .   [2016年5月6日].[]
15. 1 2 3  .   [2016年5月6日]. （原始内容存档于2018年3月30日）.
16. ↑   Hodza, A.C and Fortune, G. . Oxford: Clarendon Press. 1979 （英语）.
17. ↑  .   [2016年6月21日]. （原始内容存档于2018年3月31日）.
18. ↑  .   [2016年6月21日]. （原始内容存档于2018年3月31日）.
19. ↑  .   [2016年6月21日]. （原始内容存档于2018年3月25日）.
20. ↑  .   [2016年6月21日]. （原始内容存档于2018年3月25日）.
21. ↑  .   [2016年6月21日]. （原始内容存档于2018年3月25日）.